# Épretot
Épretot és un municipi francès situat al departament del Sena Marítim i a la regió de Normandia. L'any 2007 tenia 732 habitants.

## Demografia

### Població
El 2007 la població de fet d'Épretot era de 732 persones. Hi havia 228 famílies de les quals 28 eren unipersonals (12 homes vivint sols i 16 dones vivint soles), 44 parelles sense fills, 140 parelles amb fills i 16 famílies monoparentals amb fills.
La població ha evolucionat segons el següent gràfic:
Habitants censats

### Habitatges
El 2007 hi havia 241 habitatges, 238 eren l'habitatge principal de la família i 3 eren segones residències. 239 eren cases i 2 eren apartaments. Dels 238 habitatges principals, 201 estaven ocupats pels seus propietaris, 27 estaven llogats i ocupats pels llogaters i 10 estaven cedits a títol gratuït; 6 tenien dues cambres, 21 en tenien tres, 56 en tenien quatre i 155 en tenien cinc o més. 196 habitatges disposaven pel capbaix d'una plaça de pàrquing. A 80 habitatges hi havia un automòbil i a 151 n'hi havia dos o més.

### Piràmide de població
La piràmide de població per edats i sexe el 2009 era:
| Homes | Edats   | Dones |
| ----- | ------- | ----- |
| 0     | 95 o +  | 0     |
| 0     | 90 a 94 | 8     |
| 8     | 85 a 89 | 0     |
| 0     | 80 a 84 | 4     |
| 0     | 75 a 79 | 0     |
| 12    | 70 a 74 | 12    |
| 8     | 65 a 69 | 4     |
| 4     | 60 a 64 | 8     |
| 12    | 55 a 59 | 16    |
| 20    | 50 a 54 | 12    |
| 20    | 45 a 49 | 20    |
| 24    | 40 a 44 | 16    |
| 36    | 35 a 39 | 40    |
| 52    | 30 a 34 | 28    |
| 16    | 25 a 29 | 28    |
| 8     | 20 a 24 | 20    |
| 40    | 15 a 19 | 28    |
| 44    | 10 a 14 | 28    |
| 28    | 5 a 9   | 28    |
| 60    | 0 a 4   | 28    |

## Economia
El 2007 la població en edat de treballar era de 485 persones, 373 eren actives i 112 eren inactives. De les 373 persones actives 357 estaven ocupades (192 homes i 165 dones) i 16 estaven aturades (9 homes i 7 dones). De les 112 persones inactives 25 estaven jubilades, 49 estaven estudiant i 38 estaven classificades com a «altres inactius».

### Ingressos
El 2009 a Épretot hi havia 234 unitats fiscals que integraven 705,5 persones, la mediana anual d'ingressos fiscals per persona era de 20.968 €.

### Activitats econòmiques
Dels 21 establiments que hi havia el 2007, 5 eren d'empreses de construcció, 4 d'empreses de comerç i reparació d'automòbils, 4 d'empreses de transport, 1 d'una empresa financera, 1 d'una empresa immobiliària, 4 d'empreses de serveis i 2 d'empreses classificades com a «altres activitats de serveis».
Dels 5 establiments de servei als particulars que hi havia el 2009, 1 era un guixaire pintor, 2 lampisteries, 1 empresa de construcció i 1 perruqueria.
L'únic establiment comercial que hi havia el 2009 era una botiga d'electrodomèstics.
L'any 2000 a Épretot hi havia 14 explotacions agrícoles que ocupaven un total de 470 hectàrees.

## Equipaments sanitaris i escolars
El 2009 hi havia una escola elemental.

## Poblacions més properes
El següent diagrama mostra les poblacions més properes.